# Демоны Санкт-Петербурга
«Демоны Санкт-Петербурга» (итал. I demoni di San Pietroburgo) — итальянский драматический фильм 2008 года режиссёра Джулиано Монтальдо.

## Сюжет
Санкт-Петербург, 1860 год. В результате теракта убит член царской семьи. Несколько дней спустя Фёдор Достоевский в психиатрической клинике знакомится с молодым человеком, который признается писателю, что он — член террористической группы, совершившей убийство, и их организация планирует дальнейшие террористические акты. Молодой человек даёт Достоевскому адрес Александры, руководителя группы, умоляя писателя помочь остановить террор. Достоевский, с массой своих проблем с кредиторами и с издателем, подверженный внезапным приступам эпилепсии, днями диктует своей стенографистке Анне новые главы романа «Игрок», а ночами пытается найти Александру и остановить готовящиеся группой теракты. Запутываясь в делах тайной организации, Достоевский попадает под подозрение начальника полиции, считающего его наставником молодых террористов, но снять с себя подозрения, выдав Александру, не может и оказывается пленником безвыходной двойственности, на перепутье между добром и злом, в состоянии исступления перед предстоящим неизбежным терактом и страстным желанием написать и сдать в печать новый роман.

## В ролях
- Предраг 'Мики' Манойлович — Федор Достоевский
- Каролина Крешентини — Анна
- Анита Каприоли — Александра
- Роберто Герлицка — Павлович
- Сандра Чеккарелли — Наталья Ивановна
- Патриция Сакки — Авдотья
- Джованни Марторана — Трифонов
- Стефано Саккотелли — Стелловский
- Филиппо Тими — Гузиев
- Эмилио Де Марки — Газин
- Джордано Де Плано — Достоевский в юности
- Наталия Вязовская — студентка-революционерка
- Валентин Жиляев — Великий князь

## Съёмки
Фильм снимался в основном в Турине, лишь отдельные кадры сняты на натуре в Санкт-Петербурге.

Я снял этот фильм за 8 недель, может быть, если бы было больше времени, получилось бы лучше, но мы вложили в этот фильм очень много страсти. Вся группа, не только я.— режиссёр Джулиано Монтальдо

## Фестивали и награды
- 2008 — Московский международный кинофестиваль — фильм показан в рамках гала-показов[1]
- 2009 — Давид ди Донателло — фильм номинировался в шести категориях, в двух получив призы: «Лучшие костюмы» и «Лучшая сценография».
- 2009 — Серебряная лента — фильм номинировался в шести категориях, в двух получив призы: «Лушая работа оператора» и «Лучшая сценография».